# Peisandros von Kameiros
Peisandros (griechisch Πείσανδρος) von Kamiros in Rhodos war ein antiker griechischer epischer Dichter der Archaik, wahrscheinlich aktiv um 640 vor Chr.
Peisandros war der Verfasser des Epos Herakleia (Ἡράκλεια). Das Epos ist nur fragmentarisch erhalten und ist dafür bekannt, Herakles erstmals mit Löwenfell und Keule darzustellen anstelle einer Rüstung. Er soll auch die berühmten Arbeiten des Herakles auf zwölf festgesetzt haben. Nach Clemens von Alexandria war das Werk ein Plagiat eines Werkes des sonst unbekannten Pisinos von Lindos, genoss aber solches Ansehen, dass die Kritiker Alexandrias es in den epischen Kanon aufnahmen. Laut einem Epigramm des Theokritos wurde ihm zu Ehren eine Statue errichtet.

## Ausgabe der Fragmente
- G. Kinkel: Epicorum Graecorum Fragmenta. 1878 (Internet Archive).